# Торговый переулок (Ярославль)
Торго́вый переу́лок (бывшая Малая линия) — самая короткая улица в Ярославле. Находится в историческом центре города, между Комсомольской и Первомайской улицами. Движение по переулку открыто только для общественного транспорта.

## История
Переулок возник при строительстве в 1814—1818 годах на месте торговой площади зданий нового Гостиного двора и получил название Малая линия, по нахождению рядом с Большой линией. Названия появились в связи с размещавшимися вдоль улиц линиями постоялых дворов.
Название Торговый переулок впервые упомянуто в 1923 году и связано с расположением переулка рядом с Гостиным двором.
С 1960-х через переулок проходило трамвайное кольцо. В 1975 году кольцо было перенесено в Мукомольный переулок.
В XXI веке переулок имеет не менее важное транспортное значение: в переулке имеются конечные остановки нескольких троллейбусных (4, 8) и автобусный маршрут №12.

## Здания
- Комсомольская улица, 3 — Здание экономического факультета ЯрГУ. Бывшее здание коммунального банка
- Комсомольская улица, 5 — Торговое здание, построенное в 1911 году на месте западной части северного крыла Гостиного двора
- Первомайская улица, 10 — Восточная часть северного крыла Гостиного двора